# Dreesmann
Dreesmann is een Nederlandse achternaam. 
De naam is bekend als de familienaam van de medeoprichters en bestuurders van het warenhuis Vroom & Dreesmann, onderdeel van het latere Vendex-concern.

## Bekende leden
- Anton Caspar Rudolph Dreesmann (1854–1934), afkomstig uit Haselünne, kwam in januari 1871 naar Amsterdam en was samen met zijn zwager Vroom de oprichter van de eerste Vroom & Dreesmann-winkels. Hij trouwde op 6 augustus 1879 met Helena Tombrock. Zij kregen acht kinderen. Drie dochters overleden jong en één ongehuwde zoon overleed toen hij 26 was.
  - Wilhelmus Josephus Rudolphus (Willem) Dreesmann (1885–1954), Romeins graaf, hij begon zijn carrière in de Nijmeegse vestiging van V&D en werkte later in Amsterdam. In 1908 trouwde hij met Anna Maria Alphonsa Peek (1885–1956). Hij volgde zijn vader op als commissaris van het concern. Willem en Anna kregen 7 kinderen, onder wie:
    - mr. Theodoor Johann Anton Willem (Theo) Dreesmann (1911-1975), Romeins graaf, directeur Amsterdamse Effecten en Commissie Bank / Substituut Officier van Justitie te Maastricht.
    - Nob. Wilhelmus Josephus Rudolphus (Willem) Dreesmann junior (1913–1971), actief in het concern.
    - Nob. Cecilia Antonia Maria Wilhelmina (Cécile) Dreesmann (1920–1994), die naaldkunstenares werd.
    - Prof. nob. dr. Anton Caspar Rudolph Dreesmann (1923–2000) ook actief in het concern, maar daarnaast politicus en econoom.
- Nicolaus Rudolph Alexander Dreesmann (1867–1939) was de jongere broer van Anton Caspar Rudolph. Hij volgde zijn broer naar Nederland en werd oprichter en directeur van een V&D-winkel in Nijmegen.
  - Anton August Sigismund Dreesmann (1897–1945), hij trouwde in 1923 met Auguste Leonie Brenninkmeijer.
    - Drs. Anton Gerrit Josef Maria (Ton) Dreesmann (1935–2004), hij werd bestuurder bij een uitgeverij.

Daarnaast is nog bekend:
- Nob. Sander Theodor Dreesmann (1977–), hockeyspeler

## Bron
De Amsterdamse familie Dreesmann, Ons Amsterdam